# L'Enfantillage-Polka
L'Enfantillage-Polka (Polka de l'enfantillage) est une polka française de Johann Strauss II (op. 202). L'œuvre est créée le 25 janvier 1858 dans la salle Sofienbad à Vienne.

## Histoire
La polka est écrite pour un bal de charité visant à soutenir financièrement les institutions pour enfants (jardins d'enfants) lors du carnaval de 1858 et est également créée lors de cet événement. Cette œuvre de charité explique le nom du titre. La polka devient immédiatement populaire et reste au répertoire de l'orchestre de Strauss. Elle est encore jouée aujourd'hui.

## Durée
Sa durée d'exécution est de 2 minutes et 52 secondes. Elle peut varier selon l'interprétation musicale du chef d'orchestre.

## Postérité
- La pièce est jouée lors du célèbre concert du nouvel an à Vienne : en 1953 (Clemens Krauss) ; 1960 (Willi Boskovsky) ; 1994 (Lorin Maazel).